# بغداد (أريزونا)
بغداد هو مكان لإستخراج النحاس في الجزء الغربي من ولاية أريزونا في مقاطعة يافاباي، الولايات المتحدة. بغداد واحد من اثنين فقط من البلدات المحلية المتبقية في ولاية أريزونا. كان عدد سكانها 1578 نسمة حسب تعداد عام 2000.

## جغرافيا
تقع بغداد على (34.576604, -113.174832).
حسب مكتب تعداد الولايات المتحدة فإن مساحة منطقة التنقيب حوالي 7.9 ميل مربع (20 كم2)، معظمها يابسة.

## المناخ
يظهر الجدول التالي التغييرات المناخية على مدار السنة لبغداد:
| البيانات المناخية لـبغداد                      | البيانات المناخية لـبغداد | البيانات المناخية لـبغداد | البيانات المناخية لـبغداد | البيانات المناخية لـبغداد | البيانات المناخية لـبغداد | البيانات المناخية لـبغداد | البيانات المناخية لـبغداد | البيانات المناخية لـبغداد | البيانات المناخية لـبغداد | البيانات المناخية لـبغداد | البيانات المناخية لـبغداد | البيانات المناخية لـبغداد | البيانات المناخية لـبغداد |
| الشهر                                          | يناير                     | فبراير                    | مارس                      | أبريل                     | مايو                      | يونيو                     | يوليو                     | أغسطس                     | سبتمبر                    | أكتوبر                    | نوفمبر                    | ديسمبر                    | المعدل السنوي             |
| ---------------------------------------------- | ------------------------- | ------------------------- | ------------------------- | ------------------------- | ------------------------- | ------------------------- | ------------------------- | ------------------------- | ------------------------- | ------------------------- | ------------------------- | ------------------------- | ------------------------- |
| الدرجة القصوى °ف (°م)                          | 83 (28)                   | 84 (29)                   | 88 (31)                   | 100 (38)                  | 102 (39)                  | 114 (46)                  | 110 (43)                  | 110 (43)                  | 108 (42)                  | 98 (37)                   | 88 (31)                   | 81 (27)                   | 114 (46)                  |
| متوسط درجة الحرارة الكبرى °ف (°م)              | 58.5 (14.7)               | 61.9 (16.6)               | 65.6 (18.7)               | 73.9 (23.3)               | 82.8 (28.2)               | 93.2 (34.0)               | 97.1 (36.2)               | 95.5 (35.3)               | 90.0 (32.2)               | 79.3 (26.3)               | 67.4 (19.7)               | 59.6 (15.3)               | 77.1 (25.1)               |
| متوسط درجة الحرارة الصغرى °ف (°م)              | 33.6 (0.9)                | 35.7 (2.1)                | 39.0 (3.9)                | 44.5 (6.9)                | 53.0 (11.7)               | 61.9 (16.6)               | 67.8 (19.9)               | 66.6 (19.2)               | 61.1 (16.2)               | 50.8 (10.4)               | 39.4 (4.1)                | 33.9 (1.1)                | 48.9 (9.4)                |
| أدنى درجة حرارة °ف (°م)                        | 9 (−13)                   | 11 (−12)                  | 17 (−8)                   | 27 (−3)                   | 32 (0)                    | 44 (7)                    | 52 (11)                   | 48 (9)                    | 40 (4)                    | 25 (−4)                   | 18 (−8)                   | 8 (−13)                   | 8 (−13)                   |
| معدل هطول الأمطار إنش (مم)                     | 2.05 (52)                 | 2.29 (58)                 | 2.01 (51)                 | 0.59 (15)                 | 0.41 (10)                 | 0.19 (4.8)                | 1.17 (30)                 | 2.33 (59)                 | 1.34 (34)                 | 1.09 (28)                 | 1.02 (26)                 | 1.23 (31)                 | 15.72 (398.8)             |
| متوسط الأيام الممطرة (≥ 0.01 inch)             | 5.7                       | 5.6                       | 6.8                       | 3.3                       | 2.6                       | 1.0                       | 5.0                       | 6.4                       | 4.7                       | 3.6                       | 3.2                       | 4.7                       | 52.6                      |
| المصدر: الإدارة الوطنية للمحيطات والغلاف الجوي |                           |                           |                           |                           |                           |                           |                           |                           |                           |                           |                           |                           |                           |